# La distanza tra le stelle
La distanza tra le stelle (Good Morning, Midnight) è un romanzo di fantascienza edito nel 2016, romanzo d'esordio della scrittrice statunitense Lily Brooks-Dalton.
Da esso è stato tratto il film The Midnight Sky del 2020.

## Trama
Augustine è uno scienziato di 78 anni che ha scelto di finire i propri giorni completamente isolato in una base del Circolo polare artico. I suoi colleghi hanno evacuato la base, richiamati da un pericoloso allarme, e sono morti tutti quanti in un'esplosione nucleare che ha distrutto il mondo. Unico abitante della Terra sopravvissuto, Augustine fatica a resistere nelle ristrettezze del circolo polare con la sola compagnia di una misteriosa bambina di nome Iris.
Sully è un'astronauta che sta rientrando dalla prima missione spaziale su Giove. Per raggiungere questo traguardo Sully ha sacrificato ogni cosa, compresa la famiglia, per imbarcarsi in un'impresa mai riuscita a nessun essere umano. Una missione che ha consentito a lei e ai compagni d'equipaggio di sopravvivere all'esplosione nucleare, anche se nessuna stazione è in grado di accogliere il loro rientro sulla Terra. L'unico in grado di farlo è Augustine ed è così che due solitudini entrano in contatto, rivelando un rapporto che va oltre l'oscurità in cui è avvolto il mondo.

## Adattamento cinematografico
The Midnight Sky (2020) è un film basato sul romanzo, diretto e interpretato da George Clooney.

## Edizioni
- Lily Brooks-Dalton, La distanza tra le stelle, 1ª ed., Editrice Nord, 2017,  p. 328, ISBN 978-88-429-2758-7.